# Willa Zabiełłów w Radomiu
Willa Zabiełłów w Radomiu – zabytkowa willa z 2. połowy XIX w., położona w Radomiu przy ul. gen. Okulickiego 9.
Willa została wybudowana w 2. połowie XIX w. dla Józefa Ignacego Zabiełły (zm. w 1900), właściciela jednego z większych radomskich browarów. Pierwotnie obok domu znajdowały się zabudowania browaru, niezachowane jednak do dzisiejszych czasów. Od 1937 w budynku mieściła się Szkoła Podstawowa im. Stanisława Jachowicza, zaś w czasie II wojny światowej Powiatowa Spółdzielnia Rolniczo-Handlowa. W późniejszym okresie do 2010 w obiekcie miała siedzibę przychodnia psychiatryczna. Po wyprowadzce przychodni willa była wystawiana na sprzedaż, jednak nie znalazła nabywcy. Obecnie (2019) budynek jest nieużytkowany.
Budynek jest wpisany do rejestru zabytków pod numerem 388/A/88 z 1.07.1988. Znajduje się też w gminnej ewidencji zabytków miasta Radomia.